# کلیسای ندرلولئو
کلیسای ندرلولئو (سوئدی: Nederluleå kyrka) یک کلیسای محلی قرون وسطایی متعلق به کلیسای سوئد در گملستادن در نزدیکی لولئو، شهرستان نوربوتنِ سوئد است. این کلیسا به اسقف‌نشین لولئو تعلق دارد. کلیسای ندرلولئو، بزرگ‌ترین کلیسا در سرزمین سوئدی نورلاند است. همچنین، کلیسا بخشی از گملستاد شیرکستاد، یک میراث جهانی یونسکو است.